# Lusk
Lusk és un poble (town) i seu del comtat de Niobrara a l'estat de Wyoming dels Estats Units d'Amèrica.

## Demografia
Segons el cens dels Estats Units del 2000 Lusk tenia 1.447 habitants, 611 habitatges, i 381 famílies. La densitat de població era de 278 habitants/km².
Dels 611 habitatges en un 27% hi vivien nens de menys de 18 anys, en un 50,7% hi vivien parelles casades, en un 8% dones solteres, i en un 37,5% no eren unitats familiars. En el 35% dels habitatges hi vivien persones soles el 17% de les quals corresponia a persones de 65 anys o més que vivien soles. El nombre mitjà de persones vivint en cada habitatge era de 2,2 i el nombre mitjà de persones que vivien en cada família era de 2,84.
Per edats la població es repartia de la següent manera: un 22,4% tenia menys de 18 anys, un 7,7% entre 18 i 24, un 26,5% entre 25 i 44, un 24,1% de 45 a 60 i un 19,2% 65 anys o més.
L'edat mediana era de 42 anys. Per cada 100 dones de 18 o més anys hi havia 74,7 homes.
La renda mediana per habitatge era de 29.760 $ i la renda mediana per família de 37.583 $. Els homes tenien una renda mediana de 28.333 $ mentre que les dones 17.188 $. La renda per capita de la població era de 15.847 $. Entorn del 9,2% de les famílies i el 14,2% de la població estaven per davall del llindar de pobresa.

## Poblacions properes
El següent diagrama mostra les poblacions més properes.